# آیتانا (خواننده)
آیتانا (به انگلیسی: Aitana) با نام کامل آیتانا اوکانیا مورالس (زاده ۲۷ ژوئن ۱۹۹۹) خواننده، ترانه‌سرا، مدل اسپانیایی است.